# Fin de crédit
Pour plus de détails, voir Fiche technique et Distribution.
Fin de crédit (Το τελευταίο ψέμμα (To teleftéo psémma), Le Dernier Mensonge) est un film grec réalisé par Michael Cacoyannis et sorti en 1958. Il fut présenté au Festival de Cannes 1958.

## Synopsis
Chloé (Élli Lambéti), fille d'une bonne famille désargentée, accepte de se marier pour sauver sa famille de la ruine. Elle perd cependant sa joie de vivre. Elle est la cause de la mort accidentelle de la fidèle domestique de sa famille. Elle décide d'amener le fils de celle-ci, muet, au sanctuaire miraculeux de la Panaghia à Tinos. Là, un double miracle a lieu : l'enfant retrouve la parole et Chloé sa joie de vivre.

## Fiche technique
- Titre : Fin de crédit
- Titre original : Το τελευταίο ψέμμα (To teleftéo psémma)
- Réalisation : Michael Cacoyannis
- Scénario : Michael Cacoyannis
- Production : Michael Cacoyannis
- Société de production : Finos Film
- Directeur de la photographie : Walter Lassaly
- Montage : Michael Cacoyannis
- Direction artistique : Yannis Tsarouchis
- Musique : Mános Hadjidákis
- Pays d'origine : Grèce
- Genre : drame
- Format  : noir et blanc
- Durée : 112 minutes
- Date de sortie : 1958

## Distribution
- Élli Lambéti : Chloé Pella
- Athena Michaelidou (el) : Roxanni Pella
- Eleni Zafeiriou (en) : Katerina
- Giorgos Pappas (el) : Kleon Pellas
- Michalis Nikolinakos (en) : Galanos
- Dimítris Papamichaíl : Markos
- Minas Christidis : Nikos Dritsas
- Vasilis Kailas : Vasilakis
- Zorz Sarri (en)
- Déspo Diamantídou
- Mairi Hronopoulou (el)
- Despoina Nikolaidou (el)
- Dimitris Hoptiris
- Dimitra Zeza
- Níkos Férmas
- Nikos Kourkoulos (en)

## Distinctions
Le film a été présenté en sélection officielle en compétition au Festival de Cannes 1958.